# 미오츠쿠시

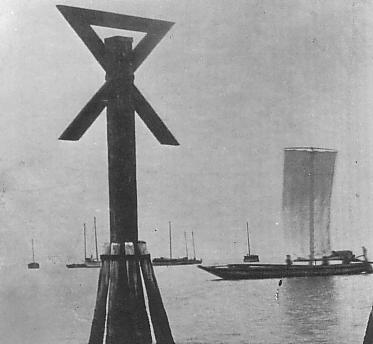
메이지 시대에 촬영된 키즈강 하구의 미오츠쿠시.

미오츠쿠시(일본어: 澪標 미오쓰쿠시[*])는 일본에서 항로를 표시하기 위해 사용된 전통적인 표식이다.
강 하구에 항구가 만들어졌을 경우, 토사 퇴적으로 인해 수심이 얕아져 선박이 좌초될 위험이 있는 곳이 생긴다. 반면에 수심이 비교적 깊어서 안전하게 항행 가능한 곳을 미오(일본어: 澪)라고 부른다. 미오츠쿠시는 이 미오의 경계지역에 가드레일처럼 나란히 설치되어 미오를 나타내준 것이다.
미오츠쿠시는 예로부터 “물의 수도(일본어: 水の都 미즈노미야코[*])”라고 불린 오사카와의 관련성이 강했고, 1891년(메이지 24년)에는 오사카시의 상징물로 채용되어 현재까지 사용되고 있다.